# 張清勤
張清勤（1936年1月—2002年2月3日），臺灣農學家，培育出冬蜜鳳梨、甜蜜蜜鳳梨、金鑽鳳梨、金桂花鳳梨、蜜寶鳳梨，重振臺灣的鳳梨產業，被譽為「臺灣鳳梨之父」。

## 生平
張清勤生於1936年1月，嘉義縣布袋鎮人，嘉義農專園藝系，1957年1月1日進入農業試驗所嘉義分所擔任技佐。當年他進入園藝系鳳梨組時，正逢臺灣鳳梨市場的黃金時期，主要工作為引進國外品種並進行育種、研發鳳梨栽培技術及推廣鳳梨栽培等。
鳳梨與香蕉、柑橘曾並稱臺灣三大經濟水果，在1971年外銷最景氣時期，全臺灣鳳梨栽培面積高達一萬七千二百零二公頃，年產量三十六萬公噸，除小部分供應國內生銷市場外，絕大部分供工廠製作罐頭、冷凍、脫水水果，或以鮮果外銷日本、香港、韓國等。1970年代，農政單位就預期臺灣將因工資及土地成本上揚，逐漸失去加工鳳梨市場，要求研發新品種鳳梨，拓展生鮮鳳梨市場。其後，臺灣經濟結構轉變，農村勞力湧向城市，工資與物價一路攀升，鳳梨生產成本提高，逐漸失去國際市場競爭力，栽培面積也隨之大幅萎縮。由於受到鳳梨不景氣的影響，鳳梨組財力不足，人員也大幅減少，專供實驗用的鳳梨園只靠張清勤等少數員工勉強支撐。他回憶因鳳梨是低矮的草本植物，不像芒果、柑桔等果樹可遮陰，且早期品種如台農四號、六號，葉緣全是刺，進入鳳梨園裡進行雜交育種研究，很容易被刺得傷痕累累，女同事根本不願意做。
1975年起，張清勤利用嘉義農試所保存的鳳梨品種及初步選育的雜交優良後代為親本，在每年三、四月間鳳梨開花盛期配組進行人工雜交，到1989年止，共雜交一百三十七個組合、二千零五十株，收穫種子四十四萬四千多顆，相關研究論文三十餘篇，再經過播種、溫室、網室及田間的培養與選拔，並在民雄鄉三興村鳳梨園進行最後階段試作。臺農十三號的冬蜜鳳梨、十六號的甜蜜蜜鳳梨、十七號的金鑽春蜜鳳梨、十八號的金桂花鳳梨、十九號的蜜寶鳳梨，皆是出自其手中。
氣溫太低會使鳳梨酸度提高，因此一般以三到六月採收的較好吃，張清勤培育的冬蜜鳳梨甜味卻可由八、九月持續到翌年二月，遂才命名為「冬蜜」。曾當選玉井鄉鄉長的葉枝成作玉井鄉農會推廣股長時，就引進甜蜜蜜鳳梨並推廣，經常邀請張清勤到場指導，從此，鳳梨逐漸在玉井鄉生根。張清勤也常到關廟鄉指導農民培育鳳梨，如當地農民郭春風在2001年說四十多年前已接受其指導。
之前嘉義農試所育出台農四號、六號時，農村勞力並不缺，育種時也只考慮好不好吃，張清勤改良後的台農十三號之後的品種大多為葉緣無刺的品種，紓解了採收困難。原先政府預估臺灣鳳梨內銷市場有限，預計種植一旦超過七千公頃就會供過於求，在張清勤研發的鮮食鳳梨下，臺灣鳳梨產業順利轉型，至2001年時臺灣的鳳梨種植面積突破一萬一千公頃，成為收益高、又穩定的農業產業。他因此先後榮獲兩次中國園藝學會功勞獎、中華農學會最優基層人員獎、臺灣省政府農業發展獎勵金獎一等獎等，連中國大陸都來信邀請他參加中國國際果蔬產業博覽會。農委會指出，農業育種人員一生能育成一、兩個新品種，就很不簡單了，張清勤卻能有好幾個又優良，故眾人尊以「鳳梨先生」、「台灣鳳梨之父」。台大農學院教授林宗賢經常帶著寫論文的研究生來，稱讚張清勤不藏私，在鳳梨園就實務為研究生講解。
由於鳳梨以營養體為主要繁殖材料，繁殖倍數少且慢，品種改良工作往往需數十年的長期配種、選種、育種。但政府機關工作常講求短期績效，張清勤工作不易符合上級的要求，他也只好作些短期工作已達績效，最終職位只到副研究員，而不是研究員。且他還因長期空腹試吃鳳梨，胃出血多次，輸血感染了B型肝炎。2001年11月中旬，他因高燒不退檢查出罹患末期肝癌。同年12月6日，嘉義農試所感念即將於他明年1月16日屆齡退休，特地舉辦「台灣鳳梨品種改良與病蟲害管理研討會」，有二百多人參加，其中有不少種植鳳梨的農友趕來參加，想致贈金飾打造的金鳳梨，但他這時臥病在床，由兒子張文騰代表接受。同月18日上午，總統陳水扁特定前往嘉義市探望，並頒發優秀農業實驗人員獎狀。
2002年2月3日上午，張清勤病逝在嘉義市新民路416巷7弄的家中，安葬於嘉義縣中埔鄉深坑公墓。